# Tim McLeod
Pour les articles homonymes, voir McLeod.
Tim McLeod  est un homme politique provincial canadien de la Saskatchewan. Il représente la circonscription de Moose Jaw North à titre de député du Parti saskatchewanais depuis 2020.